# Москвин, Денис Павлович
Денис Павлович Москви́н (род. 11 августа 1978, Горький, РСФСР, СССР) — российский государственный и политический деятель. Депутат Государственной Думы Федерального Собрания Российской Федерации VII созыва. Член фракции «Единая Россия», член комитета по промышленности, экономической политике, и инновационному развитию и предпринимательству. Секретарь Нижегородского регионального отделения партии «Единая Россия» с 19 февраля 2018 года. Председатель правления баскетбольного клуба «Нижний Новгород». 

## Биография
В 1999 году получил высшее образование по специальности «технология оборудования и автоматизация машиностроительных производств» окончив Нижегородский государственный технический университет. Работал в молодёжной газете, ведущим на радио «Рандеву» в Нижнем Новгороде. В 2001 году был принят на работу в ЗАО «Лукойл — Нижний Новгород» на должность заместителя генерального директора по связям с органами власти и СМИ. С 2002 года работал в Приволжском представительстве «Российской газеты» в должности директора. С 2003 по 2004 год и с 2007 по 2010 год работал в ООО «Медиа столица» в должности председателя совета директоров. С 2004 по 2005 год работал в Государственной Думе помощником депутата Ю. Н. Волкова.
В 2006 году возглавлял Центр социально-консервативной политики в ПФО. Являлся директором «Фонда содействия развитию институтов гражданского общества в Приволжском федеральном округе».
С 2008 по 2009 год — член комиссии генерального совета партии «Единая Россия» по работе с обращениями граждан к председателю партии В. В. Путину. С 2009 по 2012 год — руководитель исполнительного комитета местного отделения партии «Единая Россия» города Нижнего Новгорода. В 2010 году избран депутатом городской Думы Нижнего Новгорода, исполнял депутатские полномочия до 2014 года. В городской думе был заместителем председателя постоянной комиссии по местному самоуправлению.
С 2014 года — Президент Федерации баскетбола Нижнего Новгорода. С 2014 по 2016 года работал федеральный инспектор по Нижегородской области аппарата полномочного представителя Президента РФ в Приволжском федеральном округе.
С марта по сентябрь 2016 года — член Общественной палаты Нижегородской области. С марта по сентябрь 2016 года работал проректором Национального исследовательского Нижегородского государственного университета им. Н. И. Лобачевского.
В сентябре 2016 года выдвигался в депутаты Госдумы от партии «Единая Россия», по итогам выборов избран депутатом Государственной Думы VII созыва по Приокскому одномандатному избирательному округу № 130 в Нижегородской области.
С декабря 2017 года — член Президиума Центрального Совета Общероссийской общественной организации «Всероссийский совет местного самоуправления». C ноября 2018 года член Президиума Генерального совета Всероссийской политической партии «Единая Россия». 1 февраля 2019 года Денис Москвин переизбран секретарём НРО партии «Единая Россия»

## Законотворческая деятельность
С 2016 по 2019 год, в течение исполнения полномочий депутата Государственной Думы VII созывов, выступил соавтором 21 законодательной инициативы и поправки к проектам федеральных законов.

## Личная жизнь
Женат, воспитывает сына и дочь.